# GRITS
GRITS, auch bekannt als G.R.I.T.S, ist ein amerikanisches christliches Hip-Hop-Duo aus Nashville. Ihr Name ist ein Akronym für „Grammatical Revolution in the Spirit“ („Grammatische Revolution im Geist“). Die Gruppe besteht aus Stacy „Coffee“ Jones und Teron „Bonafide“ Carter.

## Werdegang
Stilistisch bewegen sie sich zwischen Alternative Hip-Hop und Southern Rap, einige Songs haben auch Popeinflüsse. Ihr Song My Life Be Like (Ooh-Aah) ist Titelsong der MTV-Shows The Buried Life und My Super Sweet Sixteen und der Soundtrack zu den Filmen The Fast and the Furious: Tokyo Drift und Big Momma's House 2. Tennessee Bwoys ist Titelsong der MTV-Serie Pimp My Ride.

## Diskografie

### Studioalben
- 1995: Mental Releases (Video: Set Ya Mind At Ease)
- 1998: Factors of the Seven (Videos: Plagiarism, What Be Goin Down / Hopes and Dreams)
- 1999: Grammatical Revolution (Video: They All Fall Down)
- 2002: The Art of Translation (Singles: Here We Go, Ooh Ahh; Video: Here We Go)
- 2004: Dichotomy A (Videos: Hittin’ Curves, High / If I)
- 2004: Dichotomy B
- 2006: 7
- 2006: Redemption (Singles: Open Bar, Heeyy, We Workin; Video: Open Bar / Tight Wit These)
- 2008: Reiterate (Videos: Beautiful Morning, Fly Away)
- 2010: Quarantine

### Kompilationen
- 2007: The Greatest Hits

### Remixalben
- 2004: The Art of Transformation

### EPs
- 2003: Ooh Ahh EP
- 2006: Heeyy EP

### Singles
- 2002: Ooh Ahh (My Life Be Like) (feat. TobyMac, US: Platin; UK: Silber)

## Auszeichnungen für Musikverkäufe
| Goldene Schallplatte - Dänemark - 2023: für die Single Ooh Ahh (My Life Be Like) |

Anmerkung: Auszeichnungen in Ländern aus den Charttabellen bzw. Chartboxen sind in ebendiesen zu finden.
| Land/RegionAuszeichnungen für Musikverkäufe (Land/Region, Auszeichnungen, Verkäufe, Quellen) | Silber  | Gold  | Platin  | Verkäufe  | Quellen   |
| -------------------------------------------------------------------------------------------- | ------- | ----- | ------- | --------- | --------- |
| Dänemark (IFPI)                                                                              | —       | Gold1 | —       | 45.000    | ifpi.dk   |
| Vereinigte Staaten (RIAA)                                                                    | —       | —     | Platin1 | 1.000.000 | riaa.com  |
| Vereinigtes Königreich (BPI)                                                                 | Silber1 | —     | —       | 200.000   | bpi.co.uk |
| Insgesamt                                                                                    | Silber1 | Gold1 | Platin1 |           |           |

## Auszeichnungen
- GMA Dove Award für Plagiarism (aus Factors of the Seven)
- GMA Dove Award für They All Fall Down (aus Grammatical Revolution)